# Anfahrschwäche
Eine Anfahrschwäche bei Kraftfahrzeugen mit Verbrennungsmotor kommt meist bei Fahrzeugen mit einer hohen Literleistung und geringem Hubraum vor.

## Beschreibung
Die Leistungsabstufung des Motors ist dann so gewählt, dass er bei hohen Drehzahlen eine hohe Spitzenleistung abgibt. Darunter leidet systemimmanent die Leistung bei niedrigen Drehzahlen, da die Maßnahmen für eine Leistungssteigerung bei hoher Drehzahl (großer Einlassquerschnitt, kurzer Einlasskanal, großer Auspuffquerschnitt, geringer Staudruck im Auspuff, mehr Ventile pro Zylinder etc.) der Leistung bei niedrigen Drehzahlen nicht förderlich sind.
Da das Anfahren naturgemäß eine eher niedrige Drehzahl erfordert, hat der Motor ein zu geringes Drehmoment und dreht nur unwillig hoch. Dies kann beispielsweise zur Folge haben, dass der Motor mangels Gefühl im Umgang mit dem Kupplungspedal „abgewürgt“ wird. Gerade Fahranfängern macht dies (vor allem bei Ottomotoren) immer wieder zu schaffen.
Durch zum Teil aufwändige technische Maßnahmen (z. B. VTEC, variable Einlassgeometrie, variable Auslassgeometrie) hat die Industrie der Anfahrschwäche entgegengewirkt, indem das Drehmoment bei niedrigen Drehzahlen erhöht wird, ohne die Spitzenleistung zu sehr zu beeinträchtigen.